# Загајичка брда
Загајичка (Загајска) брда представља предео на североисточном ободу Делиблатске пешчаре. Простиру се на нешто више од 250 ha и представљају другу зону заштите у оквиру специјалног резервата природе Делиблатска пешчара.

## Положај
Загајичка брда представљају највиши део Делиблатске пешчаре, а по многима и најлепши. Поглед са њих пружа се десетинама, па и стотинама километара са свих страна. Виде се околна места али и по неко даље место, Вршачке планине, јужни Карпати, као и вода Дунава у даљини. Уласком у зону Загајичких брда, где су пешчане дине високе више од 200 m, добија се осећај као да сте у некој планинској области, а не у равничарској пешчари.
Загајичка брда скривена су између великог пространства Делиблатске пешчаре и њеног руба крај села Загајица. Управо то је и најатрактивнији део Банатске пешчаре, а до њега је могуће доћи само пешице и уз добро познавање путева. Овај природни феномен се налази на само 75 km од главног града. Приступ је могућ из три правца. Препоруке су долазак на брда бициклом у духу одрживог туризма.

## Вегетација
Загајичка брда која изгледом подсећају на лоптасте брегове, заправо су древне пешчане дине, делом шумовите а делом прекривене степском вегетацијом.
Ови лесни облици рељефа, обрасли степском вегетацијом, представљају један од последњих сачуваних степских предела у Војводини. Јединствени реликт пра-пејзажа Панонске низије пре него што су је прогутале оранице.
Занимљиво је да се на обронцима Загајичких брда и данас може видети трска.
Загајичка брда су, станиште највеће колоније слепог кучета у Европи, а ту живе и друге заштићене врсте.

## Историја
На највишој тачки Загајичких брда налази се обележје у виду зиданог обелиска који штити тачку геодетског премера из времена Аустроугарске. Иако многи тврде да је обелиск подигнут за време Марије Терезије, с обзиром на челичну арматуру у бетонском постаменту, најсигурније би било датирати га у почетак 20. века, вероватно непосредно пред избијање Првог светског рата.
Уз обелиск је много касније подигнут и високи метеоролошки стуб за мерење брзине ветра.